# B41型核弹

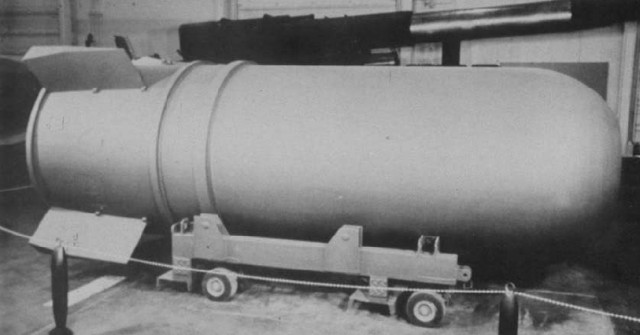
B-41型核弹头的外壳。

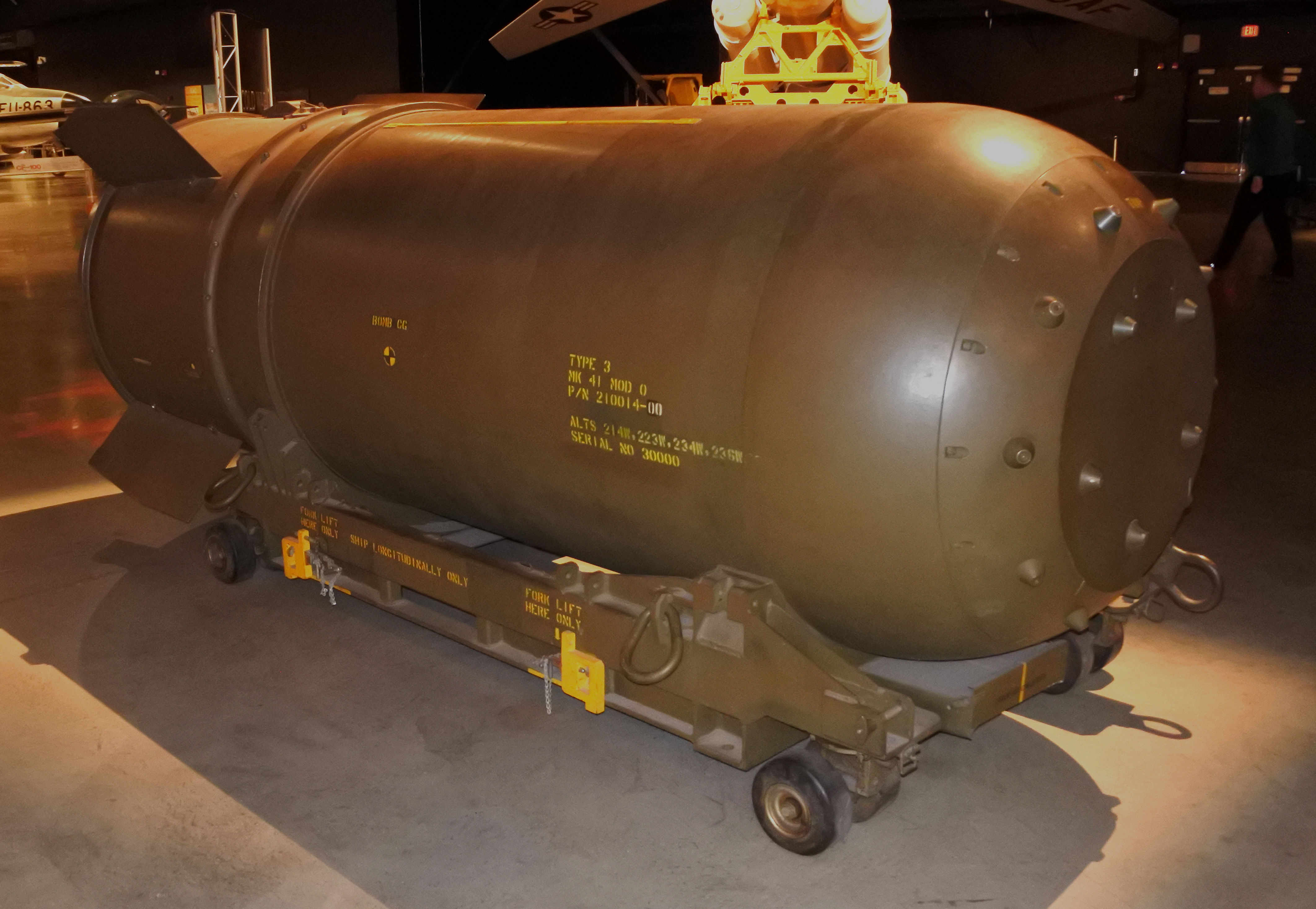
美国空军国家博物馆中的B-41外壳。

B-41（1968年之前被命名为Mk-41）是美国战略空军司令部在1960年代初部署的一种氢弹。它是美国有史以来开发的所有核武器中最为强大的一种，最大当量达到了2500万吨TNT（100PJ）。B-41亦是美国部署过的唯一一种拥有三级结构的热核武器。

## 发展历程
B-41的开发始于1955年，当时美国空军正在追求B级（超高当量，重10000磅/4500千克以上）的武器。B-41基于1956年5月27日的红翼行动测试中首次发射的“Bassoon”测试装置。该武器的洲际弹道导弹弹头版本于1957年被取消，取消时仍处于设计阶段。

## 内部构造
B-41是美国唯一一种实际部署过的三级热核武器。它具有强化的氘-氚初级，可能含有富含锂的氘化物燃料，用于二级阶段的聚变反应。接下来是依靠二级阶段触发更大规模的三级阶段聚变反应。最后，还有一层裂变外壳来继续增幅爆炸当量。
B-41部署过两个版本，Y1是一个脏弹版本，带有一个用U-238 （天然铀）包裹的第三级。而Y2则是一个相对“干净”的版本，有一个被铅包裹的第三级。它是美国有史以来部署的爆炸当量最高的核武器，最大当量为2500万吨（100PJ），重量为4850千克（10690磅）。B-41至今仍然拥有所有武器中最高的当量-重量比。不过美国在1963年曾声称还可以进一步制造3500万吨（150PJ）级氢弹头，并将其放在泰坦II（3700千克有效载荷）上，爆炸效率几乎是B-41的两倍。
B-41外形为寻常的长圆柱形。聚变弹头采用了泰勒-乌拉姆构型。使用4万~10万吨（170-420TJ）内爆型核裂变作为初级（据报道基于Plumbbob行动的Smokey TX-41射击） ，由HEU提供燃料以触发锂 6 氘化组成的聚变燃料。 在Y1版本中，第三级被封装在铀捣固器中。 
B-41是裂变-聚变-聚变-裂变型热核武器即三级热核武器的一个经典例子。由前一个聚变级诱发额外的第三级聚变即可用于制造具有所需爆炸当量的核弹。

## 物理特性
B-41长12英尺4英寸（3.76米），直径为4英尺4英寸（1.32米）。重10670磅（4840千克）。由于体积巨大，它仅能由B-52同温层堡垒轰炸机和B-47同温层喷气式飞机携带。此核弹可以部署在自由落体或延迟自由落体武器中，并且具有空中爆破和地面爆破引信。 但它不具备铺放引信的能力，因为如果没有广泛的重新设计和进一步的核试验，B-41的物理包设计就无法实现这一目标。 

## 使用寿命
B-41于1961年开始服役。其中大约500件是在1960年9月至1962年6月之间制造的。但B-41从1963年开始便进入了退役阶段，并逐渐被B53型核弹所取代。最后一件B-41于1976年7月退役。

## 爆炸效率
在其服役期间，B-41是已知最高效的热核武器，它的当量-重量比为5100~5200吨TNT/千克（21~22PJ/吨），这一数据以2500万吨（100PJ）的最高爆炸当量为前提。它的核爆炸效率比沙皇炸弹还要高25%~50%，后者拥有5000万吨或1亿吨（210或420 PJ）的爆炸当量，五千万吨级威力减小但相对“干净”（由铅包裹），一亿吨级则是脏弹（由铀包裹）。然而，即使设定了沙皇炸弹的理论最大爆炸当量为1亿吨（420PJ/吨）的情况下，它仍然只能达到370万吨TNT/吨（15PJ/吨）的当量-重量比，因此B-41仍然是有史以来最有效，最高当量-重量比的武器。不过由于B-41和沙皇炸弹的全当量版本都没有经过充分的实际测试，所以B-41的高效仅仅停留在理论层面。最高效且经过实际测试和证明的核弹头是W56。